# Жмурке (ТВ серија)
Жмурке је српска телевизијска серија из 2019. снимана у режији Милоша Радивојевића. На основу материјала из серије, биће реализован и играни филм.

## Радња
Жмурке је прича о судбини дечака и девојчица који полазе у школу на дан Победе над фашизмом 9. маја 1945.
Сценарио је заснован на истинитим догађајима и говори о судбини деце победника и побеђених у заједничкој средини на крају 2. светског рата у Србији. Ловорике и одликовања за победнике и казна за издајнике и злочинце.
Шта се догађа са децом поражених и победника у том еуфоричном периоду, често у одсуству закона. Искуства су показала да она страдају теже него одрасли, јер су невина. Деца не могу бити одговорна за грехе својих родитеља, али могу бити привилегована за њихове заслуге.
Из дечије визуре приказане су идеолошке турбуленције у тек ослобођеном малом граду, у коме закон још није успостављен у правом смислу. Представници нове власти обрачунавају се са свима које и без суда означе као кривце, а немоћна деца све то посматрају и спознају суровост света.
У свакој од 6 епизода представљене су појединачне судбине деце које се скупљају и играју на градском тргу.

## Улоге
| Глумац               | Улога            |
| -------------------- | ---------------- |
| Милан Марић          | Срд              |
| Јасна Ђуричић        | Анђа             |
| Александар Берчек    | Стари лекар      |
| Милица Зарић         | Апотекарица      |
| Јелена Ђокић         | Олга             |
| Марта Бјелица        | Адамова мајка    |
| Борис Исаковић       | Други пијанац    |
| Михаило Јанкетић     | Први пијанац     |
| Светозар Цветковић   | Стари Микош      |
| Игор Бенчина         | Адамов отац      |
| Aљоша Вучковић       | Деда             |
| Милица Гојковић      | Зора             |
| Јована Стојиљковић   | Госпођа Зекавица |
| Рада Ђуричин         | Ангелина         |
| Никола Вујовић       | Туфетов отац     |
| Вјера Мујовић        | Сељанка          |
| Бранко Цвејић        | Учитељ           |
| Исидора Минић        | Мајка Перса      |
| Дубравка Ковјанић    | Мајка Даринка    |
| Андреј Пиповић       | Андреј           |
| Владислава Ђорђевић  | Васпитачица      |
| Аљоша Ђидић          | Сале             |
| Оливера Викторовић   | Баба Вештица     |
| Марко Јеремић        | Сељак            |
| Бане Јевтић          | Рашин отац       |
| Марко Мудрић         | Агент 2          |
| Драган Николић       | Агент 1          |
| Марко Јокимовић      | Немачки војник   |
| Милутин Јевђенијевић | Веселин          |
| Гордана Ђокић        | Милутинова мајка |
| Љубомир Тодоровић    | Руски официр     |
| Славиша Ивановић     | Немачки официр   |
| Ненад Ћирић          | Отац Богосав     |
| Младен Нелевић       | Отац Митар       |
| Раде Веселиновић     | Падобранац       |
| Матеа Милосављевић   | Загорка          |
| Даница Здравић       | Куварица         |
| Вук Јаношевић        | Адам             |
| Клара Цветковић      | Каћа             |
| Светислав Максимовић | Фирга            |
| Филип Цветковић      | Тане             |
| Растко Радовановић   | Туфе             |
| Катарина Иванов      | Раша             |
| Франко Бачић         | Милутин          |
| Срба Речковић        | Чкалов           |
| Урош Марковић        | Гроф             |
| Павле Кораћ          | Зекавица         |